# Pandinus
Pandinus Thorell, 1876 è un genere di scorpioni della famiglia Scorpionidae.

## Distribuzione e habitat
Le specie del genere Pandinus vivono in Africa subsahariana.

## Tassonomia
Il genere comprende le seguenti specie:
- Pandinus boschisi Caporiacco, 1937
- Pandinus camerounensis Lourenço, 2014
- Pandinus gambiensis Pocock, 1899
- Pandinus imperator (C.L. Koch, 1841)
- Pandinus mazuchi Kovarik, 2011
- Pandinus phillipsii (Pocock, 1896)
- Pandinus roeseli (Simon, 1872)
- Pandinus smithi (Pocock, 1899)
- Pandinus trailini Kovarik, 2013
- Pandinus ugandaensis Kovarik, 2011
- Pandinus ulderigoi Rossi, 2014